# Fynshav
Fynshav is een plaats in de Deense regio Zuid-Denemarken, gemeente Sønderborg, en telt 852 inwoners (2008). Vanaf het dorp vertrekt een veerboot naar het eiland Funen.